# Tambu
Albums de Toto
Absolutely Live
(1993) Toto XX
(1998)
Tambu est le neuvième album studio du groupe Toto, sorti en septembre 1995. 
Il s'agit du premier album avec Simon Phillips à la batterie (au lieu de Jeff Porcaro, décédé en 1992). Il s'agit aussi du second disque avec Steve Lukather au chant (en voix soliste sur tous les morceaux). Tambu est d'un style qui se différencie des précédents albums du groupe : à la fois plus rock par rapport aux albums des années 1980 et plus profond dans les paroles par rapport à son prédécesseur Kingdom of Desire.

## Titres
| No  | Titre                                   | Durée |
| --- | --------------------------------------- | ----- |
| 1.  | Gift Of Faith                           |       |
| 2.  | I Will Remember                         |       |
| 3.  | Slipped Away                            |       |
| 4.  | If You Belong to Me                     |       |
| 5.  | Baby He's Your Man                      |       |
| 6.  | The Other End Of Time                   |       |
| 7.  | The Turning Point                       |       |
| 8.  | Time Is The Enemy                       |       |
| 9.  | Drag Him To The Roof                    |       |
| 10. | Just Can't Get To You                   |       |
| 11. | Dave's Gone Skiing                      |       |
| 12. | The Road Goes On                        |       |
| 13. | Blackeye (Bonus de l'édition Japonaise) |       |

## Musiciens
- David Paich : claviers, chant
- Steve Lukather : guitare, chant
- Simon Phillips : batterie
- Mike Porcaro : basse